# Phan Thị Bình Thuận
Phan Thị Bình Thuận (sinh ngày 10 tháng 12 năm 1971) là một nữ chính trị gia người Việt Nam. Bà từng là đại biểu quốc hội Việt Nam khóa XIV nhiệm kì 2016-2021, thuộc đoàn đại biểu quốc hội Thành phố Hồ Chí Minh. Bà đã trúng cử đại biểu quốc hội năm 2016 ở đơn vị bầu cử số 3, Thành phố Hồ Chí Minh(gồm quận 6 và quận Bình Tân) với tỉ lệ 61,27% số phiếu. Bà hiện là Phó Chủ nhiệm Ủy Ban Kiểm tra thành ủy Thành phố Hồ Chí Minh.

## Xuất thân
Phan Thị Bình Thuận sinh ngày 10 tháng 12 năm 1971 quê quán ở phường Bình Hòa, thị xã Thuận An, tỉnh Bình Dương. Bà hiện cư trú ở quận Bình Thạnh, Thành phố Hồ Chí Minh.

## Giáo dục
- Giáo dục phổ thông: 12/12
- Đại học Luật chuyên ngành Kinh tế
- Đại học chuyên ngành Hành chính công
- Thạc sĩ chuyên ngành Hành chính công
- Cao cấp lí luận chính trị

## Sự nghiệp
Bà gia nhập Đảng Cộng sản Việt Nam vào ngày 27/4/2000.
Bà từng giữ chức Bí thư chi bộ, Đảng ủy viên, Phó Giám đốc Sở Tư pháp Thành phố Hồ Chí Minh.
Bà hiện là Phó Chủ nhiệm Ủy ban Kiểm tra thành ủy Thành phố Hồ Chí Minh.